# バオアン語
バオアン語あるいは保安語(普通話：保安语(ピン音：Bǎo'ānyǔ)、アムド・チベット語：Dorké、IPA：[ˌpaoˈnaŋ])は中国の甘粛省臨夏回族自治州積石山保安族東郷族撒拉族自治県や青海省海東市循化撒拉族自治県に居住する保安族（バオアン族）や土族が使用するモンゴル諸語に属する言語。大河家方言と同仁方言の2種類の方言があり、正書法は存在しない。チベット語や中国語の影響を受けており、文法はSOV型であるが、中国語から流用したコピュラが中国語の文法（SVO型）通りに使われている。また、五屯語はこの言語と普通話の混合言語である。